# St. Benno (Ostro)

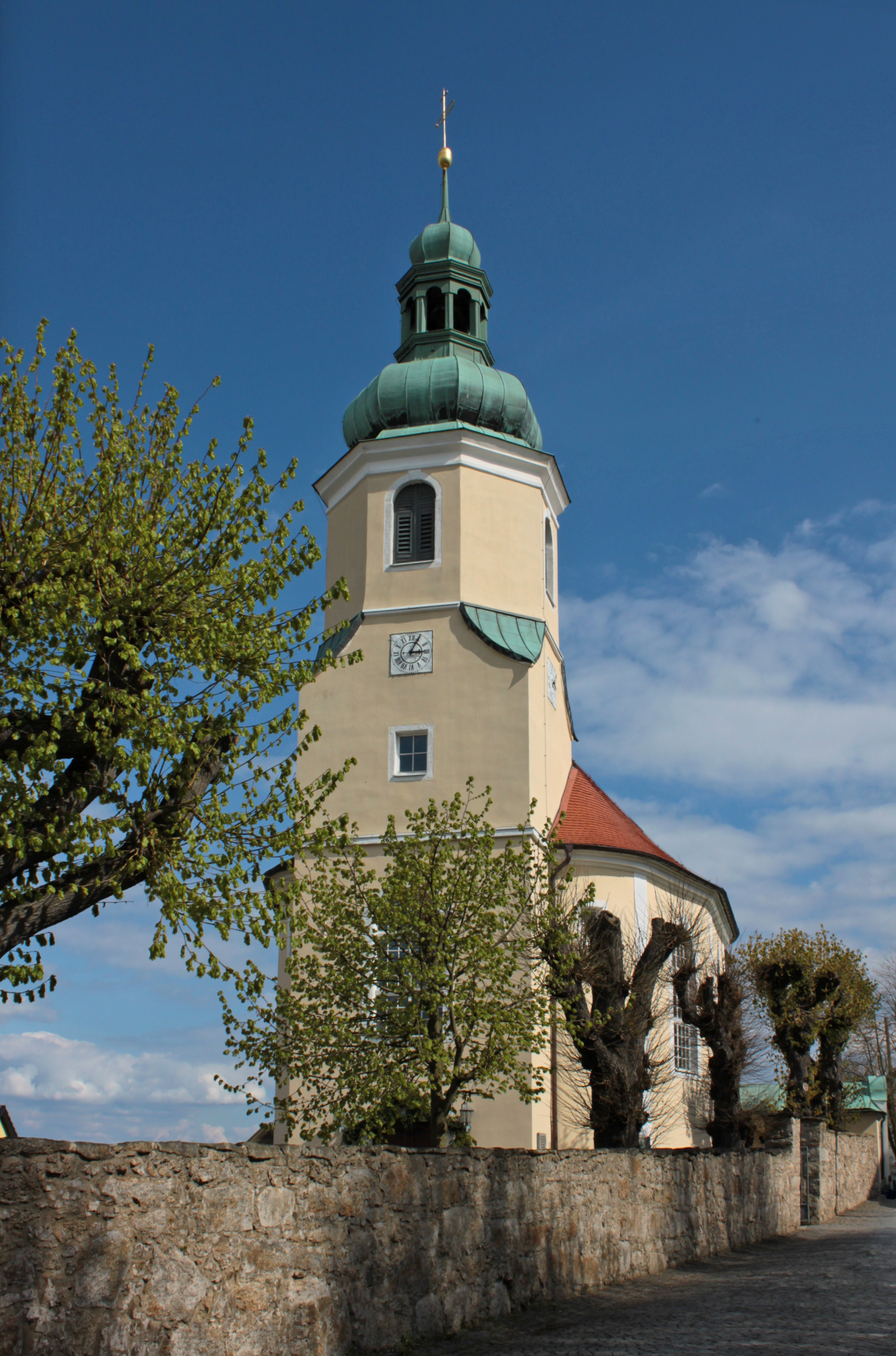
St. Benno (Ostro)

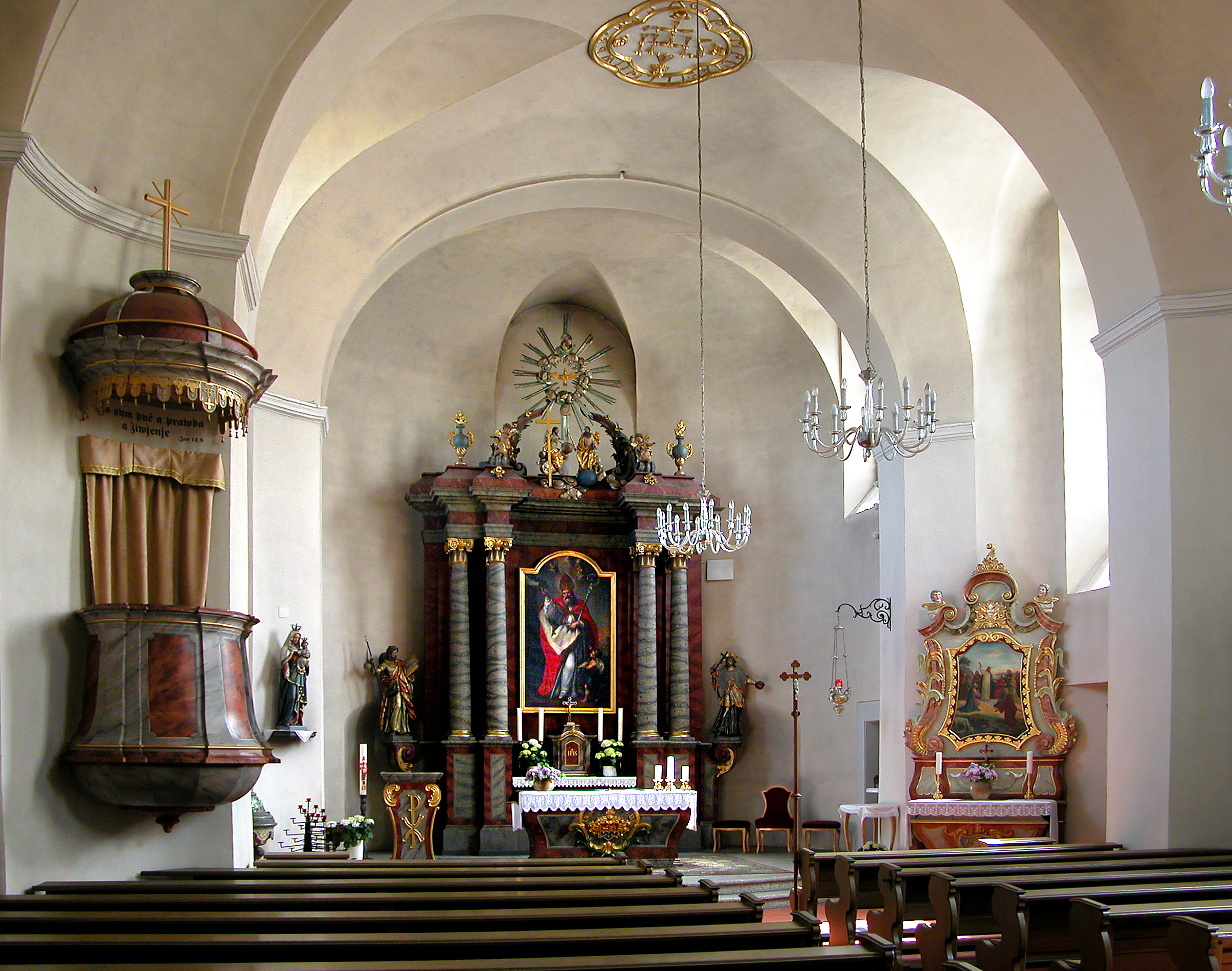
Innenansicht zum Altar

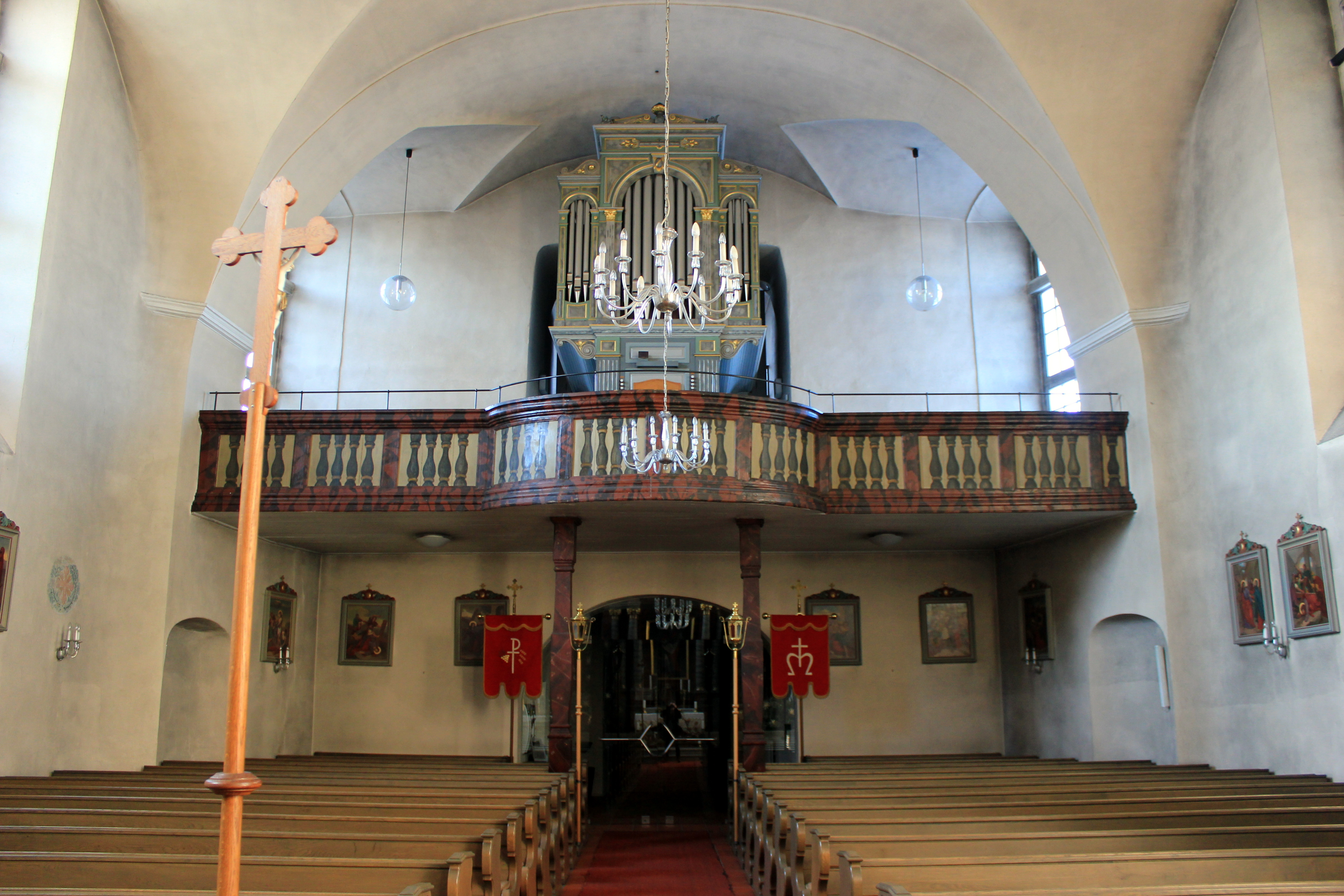
Innenansicht zur Orgel

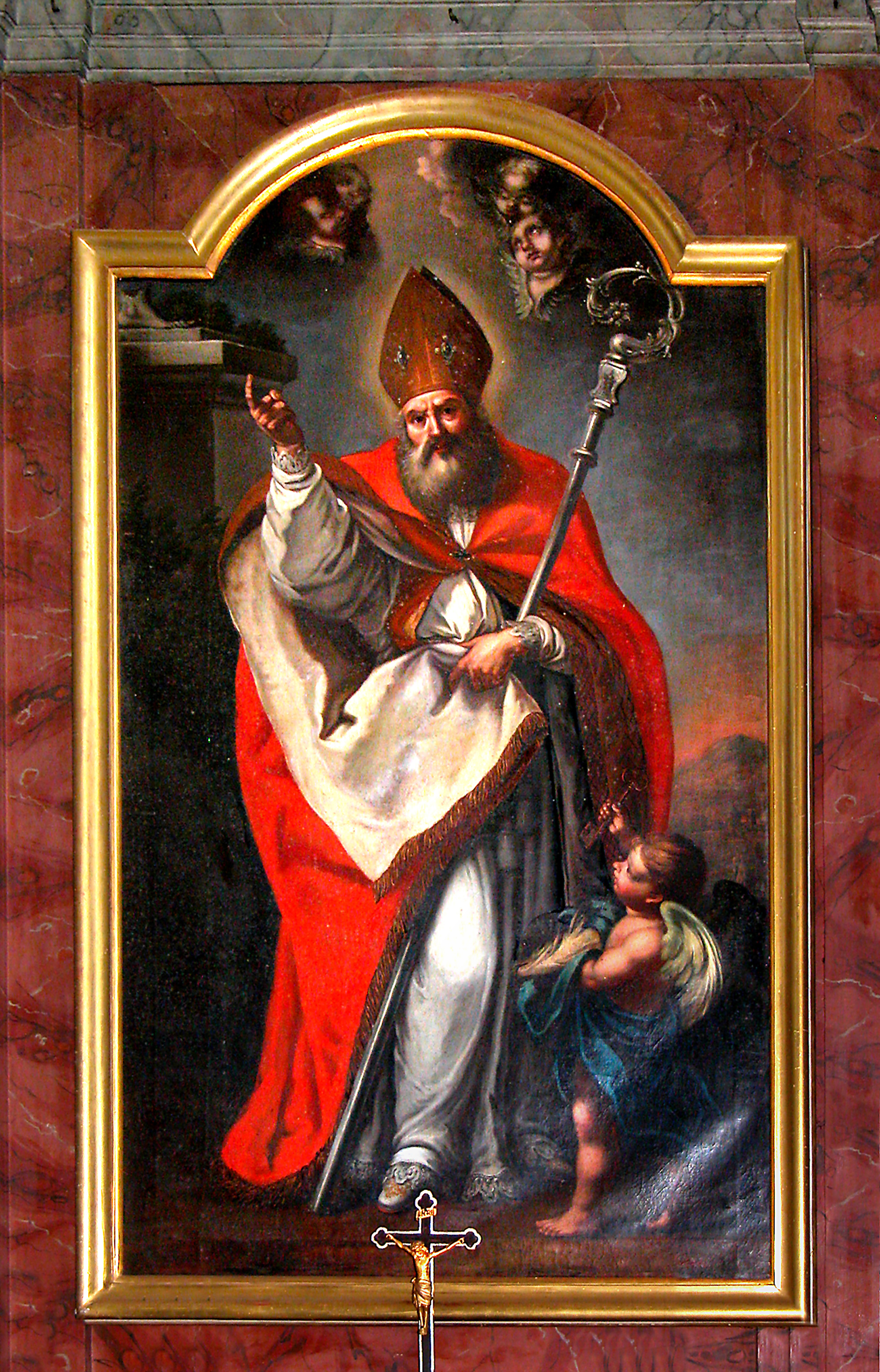
Altarbild

Die römisch-katholische Pfarrkirche St. Benno (obersorbisch Wotrowska cyrkej swj. Bena) ist eine barocke Saalkirche im Ortsteil Ostro von Panschwitz-Kuckau im Landkreis Bautzen in Sachsen. Sie gehört zur Kirchengemeinde St. Benno (Ostro) im Bistum Dresden-Meißen.

## Geschichte und Architektur
Die kleine, reizvolle, über dem alten Dorf angelegte Saalkirche wurde in den Jahren 1768–1772 auf Veranlassung des Bischofs Jakob Wosky von Bärenstamm (nach dessen Monogramm im Gewölbe des Altarraums und am Altar) erbaut. Im Jahr 1934 wurde der Chor erweitert.
Das Bauwerk ist ein spätbarocker Putzbau auf annähernd elliptischem Grundriss. Die Ecken sind nach außen wie auch nach innen abgerundet; ein Walmdach schließt das Bauwerk ab. Fenster mit geschweiftem oberem Abschluss und Sandsteingewänden erhellen das Innere, der gedrungene Turm an der Westseite ist mit geschweifter Verdachung und Laterne bekrönt.
Im Innern ist das Bauwerk mit Stichkappen-Tonnengewölbe geschlossen, ein Triumphbogen führt zum Altarraum. Der ursprünglich bogenförmige Abschluss des Altarraumes wurde im Jahr 1934 zum Halbrund erweitert. An der Westseite ist die Orgelempore mit illusionistisch aufgemalter Dockenbrüstung eingebaut.

## Ausstattung
Die Ausstattung stammt aus der Entstehungszeit der Kirche; dazu gehören ein schlichter hölzerner Altar mit seitlich je einem Säulenpaar, das künstlerisch wertvolle Altarbild zeigt den Heiligen Benno als Bischof. Darüber befinden sich ein verkröpftes Gesims und ein Figurenschmuck mit einer Darstellung der Heiligen Dreifaltigkeit. Auf Konsolen neben dem Altar sind farblich gefasste hölzerne Skulpturen der Heiligen Jakob und Nepomuk angebracht. Das ebenfalls hölzerne Taufgestell aus Holz ist mit Engelsköpfchen verziert. Die heutige Kanzel von 2008 ist eine Nachbildung eines älteren Originals. Ein Seitenaltar ist ebenfalls eine Rekonstruktion eines Originals nach Fotos, die 2013 aufgestellt wurde. Ein Farbglasfenster auf der Nordseite stellt die Sixtinische Madonna dar und ist eine Stiftung des damaligen Pfarrers Jakob Hermann aus dem Jahr 1909.
Die Orgel ist ein Werk von Eule Orgelbau aus dem Jahr 1994 mit 17 Registern auf zwei Manualen und Pedal, wobei älteres Material aus dem Jahr 1815 von J. Renner wiederverwendet wurde.

## Umgebung
Das Pfarrgehöft mit einer Fachwerkscheune stammt aus dem Jahr 1758. Ostro ist durch einige regionaltypische Wegekreuze geprägt (siehe Liste der Bildstöcke und Wegkreuze im Landkreis Bautzen). Auf dem Kirchhof befinden sich die Grabstätten des katholischen Priesters und sorbischen Dichters Jakub Bart-Ćišinski (1856–1909), des Pfarrers und Vorsitzenden des Lausitzer Nationalrates Jan Cyž (1883–1948) sowie des Schriftstellers Beno Budar (1946–2023).